# Autogol
Autogol je (najčešće) nenamjeran "dar" protivničkoj momčadi, tj. protivnička momčad je profitirala autogolom.

## Autogol u nogometu
U nogometu, autogol je gol postignut od igrača koji je loptu napucao ili joj bilo kako promijenio smjer, tako da ona uđe u gol njegove momčadi. Igraču koji je postigao autogol pripisuje se pogodak. 
Ako se lopta odbila od igrača nakon udarca protivničkog igrača i prevarila njegovog vratara, gol se može pripisati dvojici igrača:
- igraču koji je pucao, ako bi lopta i bez dodira nespretnog išla unutar mreže, čak i ako bi je vratar lagano obranio
- ili se postignut gol karakterizira kao autogol, ako je već spomenuti nespretni igrač u potpunosti promijenio smjer lopte, tako da lopta promijeni smjer u potpunosti, te uđe u gol.

Autogol ne može biti postignut izravno iz slobodnog udarca ili auta. Ako se to i dogodi, sudac će dodijeliti korner momčadi koja napada.
No, postignuti autogol može biti poništen. O tome detaljno piše u pravilima nogometa.

## Autogol u drugim sportovima
Autogol u drugim sportovima je vrlo rijetka pojava. Čak i kad se dogodi, nije "nagrađen" isto kao u nogometu.

### Autogol u hokeju na ledu
U hokeju na ledu, ako je autogol postigla momčad koja se brani, gol se pripisuje protivničkom igraču koji je zadnji dirao pak. To se može dogoditi:
- kad momčad ima prazan gol (ako je vratar zamijenjen aktivnim igračem) prilikom hvatanja rezultata u zadnjim minutama
- ili kada se također vratar izvadi prilikom odgođenog kažnjavanja nekog igrača.

Finskom vrataru Miki Noronenu je pripisan gol jer se dogodilo da je nakon njegove obrane neki protivnički igrač krivo dodao pločicu, te je ona ušla u njihov gol. To se zbilo tijekom sezone 2003./2004.

### "Autogol" u košarci
U košarci, kada neki igrač slučajno ubaci loptu u svoj koš (ekvivalent autogolu u nogometu), koš je dodijeljen protivničkom igraču koji je najbliže košu.

## Posljedice autogolova
Osim onih sportskih (kad protivnici profitiraju autogolom), događaju se posljedice i van sportskih terena. Kolumbijski igrač Andrés Escobar na Svjetskom prvenstvu u SAD-u 1994. zabio je autogol koji je koštao Kolumbiju ispadanja. Neki fanatik ga je ubio nedugo nakon njegovog povratka u Kolumbiju.

## Poznati strijelci autogolova u nogometu
- Goran Rubil, strijelac jednog od najljepših (euro)autogolova svih vremena.
- Staf Van Den Buys, 3 (!) autogola u jednoj utakmici.
- Andrés Escobar, već spomenuti Kolumbijac ubijen zbog autogola
- Bjarte Flem, vratar koji je bacio loptu u svoj gol
- Gary Sprake, vidi što je napravio Bjarte Flem
- Frank Sinclair, strijelac bezbrojnih autogolova
- Djimi Traoré, autor jednog od najsmješnijih autogolova svih vremena.
- Tony Popovic, igrač Crystal Palacea koji je spektakularno petom lobao svog vratara.
- Chris Brass, nogometaš koji je, s namjerom izbacivanja lopte okomito gore nogom preko glave (ne škarice!), pogodio samog sebe loptom u glavu, slomio nos i zabio autogol.